# Morro del Xai
El Morro del Xai és un serrat del terme municipal de Sant Quirze Safaja, de la comarca del Moianès.
Està situat en el sector central-nord-occidental del terme de Sant Quirze Safaja, al sud-oest de la masia del Serrà. És el contrafort sud-occidental del serrat on es troba aquesta masia, a l'esquerra del torrent del Barbot i també a l'esquerra del Tenes. S'hi troba el degotall del mateix nom.